# Phimenes curvatum
Phimenes curvatum är en stekelart som först beskrevs av Henri Saussure 1856.  Phimenes curvatum ingår i släktet Phimenes och familjen Eumenidae.

## Underarter
Arten delas in i följande underarter:
- P. c. sangirense
- P. c. talaudense